# Atletismo nos Jogos Pan-Americanos de 1999 - Salto em altura masculino
A prova do salto em altura masculino nos Jogos Pan-Americanos de 1999 foi realizada em 30 de julho de 1999. Javier Sotomayor venceu originalmente a competição com um salto de 2.30 metros, mas testou positivo para cocaína posteriormente, perdendo a sua medalha. 

## Medalhistas
| Ouro                      | Ouro                    | Bronze                             |
| Kwaku Boatenga CAN Canadá | Mark Boswell CAN Canadá | Charles Clinger USA Estados Unidos |

### Final
| Posição           | Nome             | Nacionalidade            | Marca | Notas |
| ----------------- | ---------------- | ------------------------ | ----- | ----- |
| Medalha de ouro   | Kwaku Boateng    | CAN Canadá               | 2.25  |       |
| Medalha de ouro   | Mark Boswell     | CAN Canadá               | 2.25  |       |
| Medalha de bronze | Charles Clinger  | USA Estados Unidos       | 2.25  |       |
| 4                 | Fabrício Romero  | BRA Brasil               | 2.20  |       |
| 4                 | Gilmar Mayo      | COL Colômbia             | 2.20  |       |
| 6                 | Erasmo Jara      | ARG Argentina            | 2.15  |       |
| 7                 | Alfredo Deza     | PER Peru                 | 2.15  |       |
| 7                 | Henry Patterson  | USA Estados Unidos       | 2.15  |       |
| 9                 | Julio Luciano    | DOM República Dominicana | 2.15  |       |
| 10                | Paul Caraballo   | GRN Granada              | 2.10  |       |
| 11                | Felipe Apablaza  | CHI Chile                | 2.10  |       |
| 12                | Jackson Quiñónez | ECU Equador              | 2.00  |       |
| 13                | Javier Sotomayor | CUB Cuba                 | DQ    |       |